# Ensemble Roustavi

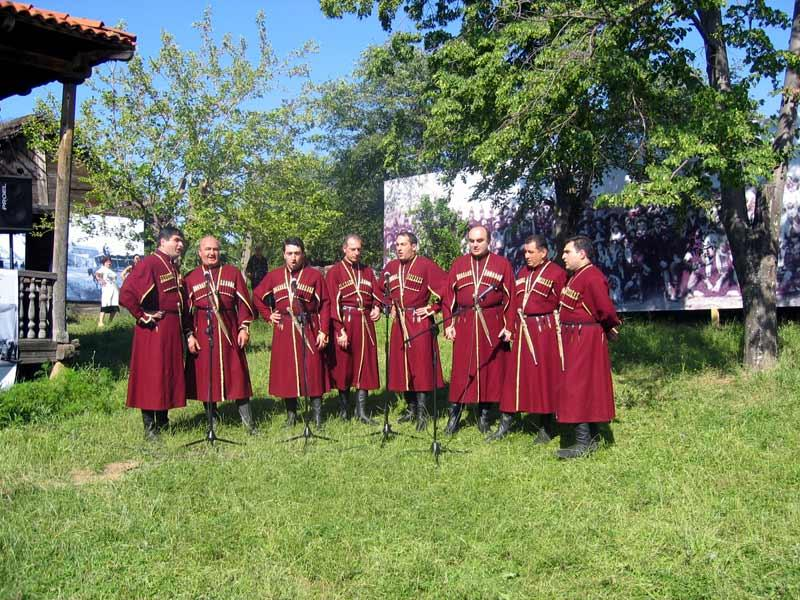
L'ensemble Roustavi, enregistrement de chants gouriens, 2005.

L'ensemble Roustavi est un chœur masculin dont le répertoire est constitué de chants traditionnels géorgiens. Il a été fondé en 1968 par Anzor Erkomaichvili, héritier d'une lignée de chanteurs traditionnels et lui-même chanteur et folkloriste. Depuis ses débuts, l'ensemble Roustavi a effectué des tournées dans plus de cinquante pays et a enregistré plusieurs centaines de chants. L'UNESCO lui a décerné en 2001 le prix « Pacha » pour son action en faveur de la sauvegarde et de la promotion du chant polyphonique géorgien.
L'ambition d'Anzor Erkomaichvili était de s'affranchir des limitations des chœurs régionaux et de présenter l'ensemble du patrimoine vocal géorgien tout en préservant autant que possible son authenticité ethnographique. Après ses études au conservatoire de Tbilissi, il commença à rassembler des chanteurs issus des différentes régions et à construire un répertoire réunissant les différents styles. 
Les chanteurs de l'ensemble Roustavi, tout en s'efforçant de conserver et parfois de recréer les timbres et les particularités locales, ont quelque peu renoncé aux gammes traditionnelles au profit d'un tempérament et d'harmonies plus accessibles à un public non averti. L'utilisation d'un nombre restreint de choristes pour interpréter certains chants a aussi permis de rendre leur structure musicale plus facilement perceptible.

## Discographie
- 1995, Table Songs: Georgian Folksongs 2, Label: Sony,
- 1996, Ancient Georgian Chorales, Label: Sony,
- 1997, Voix géorgiennes, Label: Nonesuch Classique,
- 1998, Oath at Khidistavi, Label: Shanachie,
- 1998, Mirangula, Label: Beaux Records ,
- 1999, Chakrulo World Folk Heritage, Label: Beaux Records,
- 2001, Georgian Lyric Songs, Label: Beaux Records
- 2007, Georgian folk songs, Label: Sony
- 2009, Rustavi history ensemble,Label: Sakartvelos macne